# مارک کندرات
مارِک تادئوش کُندرات (لهستانی: Marek Tadeusz Kondrat؛ زادهٔ ۱۸ اکتبر ۱۹۵۰) بازیگر سینما، تلویزیون و تئاتر و همچنین کارگردان اهل لهستان است.
از فیلم‌هایی که وی در آن نقش داشته است می‌توان به کیلر، زیبا و ثروتمند بودن بهتر است، دام، ما همه مسیح هستیم، شخص خیلی مهم، تلخ و شیرین، سرهنگ کفیاتکوفسکی، ایمان سست، همبستگی، همبستگی...، با آتش و شمشیر (فیلم)، با آتش و شمشیر (مجموعه تلویزیونی)، از سرزمینی دور، ناپلئون، مرد آهنین، سالی از خورشید خاموش، پان تادئوش، مرز سایه، خوک‌ها، بازگشته، آوای وزغ و دانتون اشاره کرد.